# Speed badminton

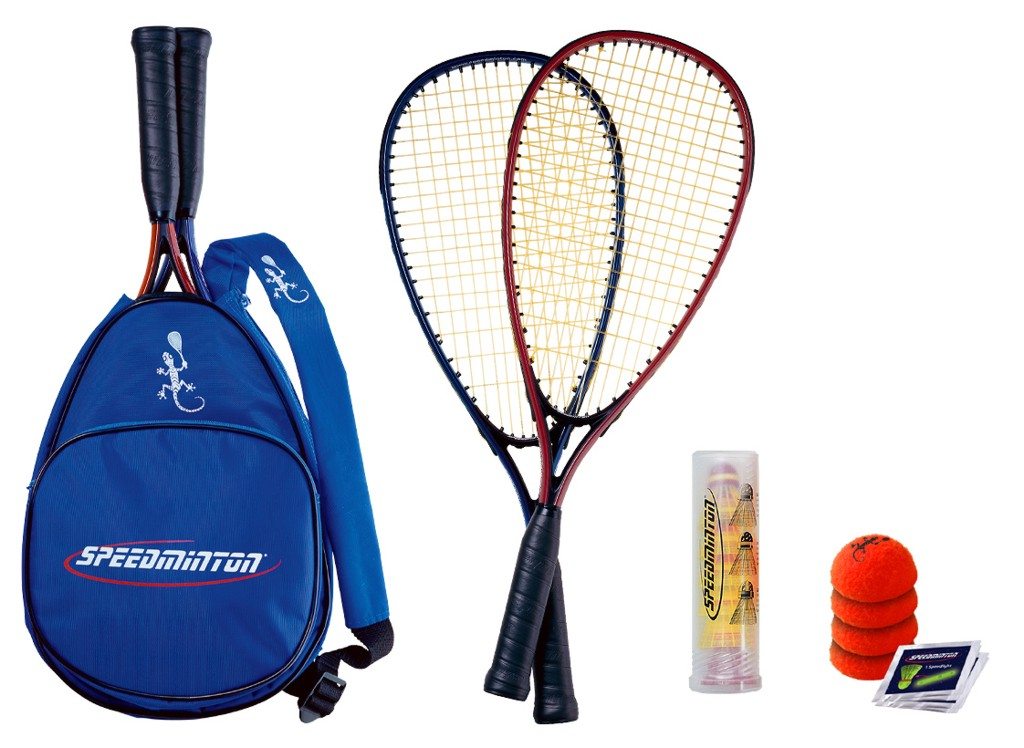

El Crossminton o Speed Bádminton es un deporte que combina elementos del tenis, bádminton y squash. Se encuentra presente en muchos países europeos, y tiene practicantes en todos los continentes, desde Japón, Nueva Zelanda, Costa de Marfil, Mauricio, Canadá, Colombia, etcétera. Las potencias en este deporte actualmente son los países de Europa del Este, algunos de estos son: Alemania, Hungría, Polonia o Eslovenia. Este organismo cambió su denominación el 1 de enero de 2016, conociéndose actualmente como la ICO (Organización Internacional de Crossminton). Tras el cambio de nombre, uno de los motivos que impedían el reconocimiento del deporte, la organización busca ser reconocida por el COI. En la parte comercial, las dos marcas que dominan el mercado son Speedminton y Victor, que están siendo la encargadas de evolucionar el material tanto raquetas como speeders, y ayudar a sus miembros para que sigan con el fomento de este deporte.

## Historia del crossminton en España
En España, empieza a verse el Crossminton (anteriormente speed bádminton) en las Islas Canarias, concretamente en la ciudad de Las Palmas de Gran Canaria (Gran Canaria). Inicia su actividad el 29 de agosto de 2011 de la mano de Daniel Robles y Juan Manuel Santana que fundan el primer movimiento asociativo de este deporte en España, exactamente la Asociación Cultural Deportiva Speed Bádminton Canarias.
En el primer año de vida a través del Proyecto Canariaspeed, se desarrolló un plan promocional de  este deporte en varios puntos de la isla organizando puntos de encuentro, talleres de iniciación en centros escolares, promociones en centros comerciales, entre otras actividades. Entre los eventos más destacados que se llevaron a cabo en el primer año están: Primer torneo internacional realizado en territorio nacional en marzo de 2013, denominado Gran Canaria Speed Bádminton Open, el cual contó con la presencia de Bill Brandes, inventor del deporte, en el cual consiguió su primer título internacional y la primera participación de un equipo español en un Mundial de Speed Bádminton. En este caso, cuatro jugadores canarios, la Asociación C.D. Crossminton  (Ex-Speedbádminton) Canarias aportó cuatro jugadores en el II Mundial de Speed Bádminton 2013 disputado en la ciudad de Berlín, en las instalaciones del Steffi Graf Stadion. Los integrantes del equipo fueron Juan Manuel Santana, Daniel Robles, Raquel Díaz y Jonatan Hernández.
En las categorías Open Division y Dobles Mixto, los jugadores Jonatan Hernández y Raquel Díaz/Juanma Santana, respectivamente, alcanzaron una meritoria 17ª posición. 
En años sucesivos no ha parado el crecimiento del Crossminton en España y ha asentado las bases de desarrollo que seguirá dando frutos en la próxima década.
Destaca en 2014, la celebración de tres torneos internacionales en la isla de Gran Canaria con presencia internacional de países como (República Checa, Serbia, Alemania y Polonia). Entre ellas, la primera prueba del Master Series, denominada ISBO Speedminton Spanish Open, donde estuvieron presentes el subcampeón de Europa, Mladen Stankovic, y el subcampeón de Europa Senior +40, George Nilos.  Además, en el mes de julio, un nutrido grupo de 8 jugadores del club Canariaspeed, representó a España en el Campeonato de Europa de Speedbádminton, celebrado en Varsovia. Estos fueron: Daniel Robles, Raquel Díaz, Carlos Guerra, Delia Gil, Javier Mateos,Víctor Quintana, Jonatan Hernández y Lydia Marrero. El resultado más destacado fue la 17ª posición lograda por Javier Mateos en la categoría Open Division.
El 2015, supone otro paso más para el desarrollo del crossminton en España, año en el que la A.C.D. Crossminton Canarias pone en marcha el proyecto embajadores, con la intención de encontrar entidades, clubes o asociaciones con la misma filosofía de promoción de valores del deporte y la salud. Las primeras ciudades en unirse fueron Burgos, Soria, Zaragoza, Fuerteventura, Madrid y Toledo.
En el verano se celebra el III Mundial de Speedbádminton en las instalaciones del Estadio Olímpico de Berlín. Hasta un total de 15 jugadores representaron a España en todas las categorías de adultos y sub-18. Los jugadores participantes en esta ocasión fueron: Jonatan Hernández, Javier Mateos, Daniel Robles, Juan Manuel Santana, Jair Rodríguez, Sergio Montesdeoca, Carmelo Hernández, Blas Martín, Alejandro Jiménez, Tania Quintana, Raquel Díaz, Delia Gil, Víctor Quintana, Javier Robles y Saulo Tejada. España consigue su primera medalla en un Mundial de la mano de Saulo Tejada tras proclamarse Subcampeón del mundo en la final disputada con el alemán Nico Franke.
Durante este año se consolidan los torneos internacionales Gran Canaria Open y el ISBO Speedminton Spanish Open 2015. 
Durante todo el 2016 siguen uniéndose nuevos clubes al programa embajadores, Bádminton Astures y Club de Bádminton Chamartín, pasan a formar parte de Crossminton España. Se desarrollan tres torneos internacionales en España: Entre ellos el Gran Canaria Crossminton Open, cumpliendo su 4ª edición, el Asturias-Llanes Crossminton Open, organizado Bádminton Asturias y que supone el primero que se celebra en territorio peninsular y el ICO Speedminton Spanish Open, que crece notablemente con la presencia de jugadores de Alemania, Hungría, Serbia, Polonia y Holanda. Además, Crossminton Burgos, realizan numerosos encuentros y torneos locales, Crossminton Soria formaliza el Club de Crossminton Bill Brandes, participando en la campaña de verano del Ayuntamiento de Soria, Crossminton Zaragoza, Crossminton Fuerteventura y Crossminton Madrid, organizan varias promociones escolares. A finales de año empiezan a fraguarse líneas de trabajo entre todos los delegados para crear la Asociación Española de Crossminton en 2017.

## Antecedentes históricos del speed bádminton
Podemos definir al speed bádminton como: juego recreativo o reglado que contiene elementos de tenis, bádminton y squash, y que se puede jugar tanto exterior como interior. No posee red y se adapta a cualquier superficie: pista de tenis, playa, parques urbanos, etc.

## Reglas básicas[3]
Se puede jugar individuales, dobles y en ambos casos mixto.
Así mismo se puede jugar en forma recreativa, golpeando el volante tratando de que no se caiga al suelo, sin reglas ni delimitación
del campo, ni tantos. O si se prefiere jugar de forma más competitiva, se pactará o establecerá unas reglas de juego, así como un terreno limitado de 5,5 m x 5,5 m.

## Material para jugar[3]
- Volante: aunque tiene la misma forma del volante de bádminton, su tamaño es mucho menor, mide 5 cm y pesa 9 g ;
- Raqueta: es de una sola pieza. Hecha aluminio, o grafito- carbono. Tiene un peso de 155 g, posee cuerdas de mismo grosor a las raquetas de squash.

Cancha: la cancha debe medir entre 20 m de largo y 10 m de ancho. Habrá dos cuadrados de 5,5 m cada lado, en los cuáles se posicionará cada jugador (o jugadores en caso de juego por parejas) en cada cuadrado. Estos estarán separados por aproximadamente 12,5 m y 13 m.